# Кубаткін Петро Миколайович
 Петро Миколайович Кубаткін (листопад 1907 або 1907 , Катеринославська губернія  — 27 жовтня 1950 , Москва ) — співробітник радянських органів державної безпеки, очолював зовнішню розвідку як начальник 1-го головного управління МДБ СРСР, генерал-лейтенант (9.07.1945). Депутат Верховної Ради СРСР 1—2-го скликань.

## Біографія
Народився в родині шахтаря Кольберівського рудника на Донбасі. У 1918 році закінчив 4-класну початкову сільську школу села Орєхово. З 1921 по грудень 1925 року працював рудокопом, чорноробом, шахтарем-вибійником на шахті Кольберівського рудника. Член комсомолу з 1922 року.
З грудня 1925 по січень 1927 року — підручний пекаря в пекарні робочої кооперації Брянського рудника (Луганська округа). З січня 1927 року на комсомольській роботі: секретар осередку ВЛКСМ Павловського районного виконавчого комітету. Потім з того ж січня 1927 року працював технічним секретарем Павловського районного виконавчого комітету.
У вересні 1929 року призваний на військову службу, служив у прикордонних військах ОДПУ рядовим, політруком взводу. Закінчив прикордонну школу ОДПУ.
Член ВКП(б) з жовтня 1930 року.
З 1930 по березень 1932 року — помічник начальника прикордонної застави 21-го Ямпільського прикордонного загону ОГПУ із політичної частини (Шепетівський округ).
Після демобілізації з прикордонних військ з березня 1932 по 1934 рік працював помічником оперуповноваженого Особливого відділу Одеського обласного відділу ДПУ. У 1934—1935 роках — заступник начальника політичного відділу Піщано-Бродської машинно-тракторної станції (МТС) по НКВС Одеської області. У 1935—1936 роках — начальник Фрунзівського районного відділення НКВС (Одеська область). У 1936—1937 роках — оперуповноважений відділу УДБ УНКВС по Одеської області.
З березня по серпень 1937 року — курсант Центральної школи НКВС СРСР у Москві. Після її закінчення з 15 серпня 1937 працював у центральному апараті ГУДБ НКВД: оперуповноважений 1-го відділення 4-го відділу, в 1938—1939 роках — помічник начальника відділення 4-го відділу ГУДБ — 1-го Управління (ГУДБ) НКВС СРСР. У 1939 році (до червня) — секретар парткому ГУДБ НКВС СРСР.
13 червня 1939 — 26 лютого 1941 року — начальник Управління НКВС по Московській області. 26 лютого — 31 липня 1941 року — начальник Управління НКДБ по Московській області.
З 31 липня по 23 серпня 1941 року працював начальником 3-го спеціального відділу НКВС СРСР.
23 серпня 1941 — 7 травня 1943 року — начальник Управління НКВС по Ленінградській області. 7 травня 1943 — 15 червня 1946 року — начальник Управління НКДБ по Ленінградській області. Одночасно з 11 січня по 4 липня 1945 року був уповноваженим НКДБ СРСР по 2-му Прибалтійському фронту.
З 15 червня по 9 вересня 1946 року — начальник 1-го головного управління МДБ СРСР (очолював зовнішню розвідку органів держбезпеки). З 9 вересня по 19 листопада 1946 року перебував у резерві Управління кадрів МДБ СРСР.
19 листопада 1946 — 30 березня 1949 року — начальник Управління НМДБ по Горьковській області.
У березні 1949 року звільнений з МДБ. З березня по липень 1949 року — заступник голови виконавчого комітету Саратовської обласної ради депутатів трудящих. 
23 липня 1949 року заарештований у зв'язку з «Ленінградською справою». Був звинувачений в тому, що в період роботи в Ленінграді знищив матеріали, які свідчили про шпигунство секретаря міськкому ВКП(б) Я. Ф. Капустіна на користь Великої Британії. На початку жовтня 1950 року був засуджений Особливою нарадою при МДБ СРСР до 20 років тюремного ув'язнення за «злочинну бездіяльність … що виразилася в неінформуванні». 27 жовтня 1950 року Військовою колегією Верховного суду СРСР вирок був переглянутий і замінений на смертну кару. Розстріляний в той же день.
Реабілітований посмертно 26 травня 1954 року за відсутністю складу злочину.

### Звання
- молодший лейтенант державної безпеки (22.03.1936)
- лейтенант державної безпеки (25.07.1938)
- старший лейтенант державної безпеки (4.04.1939)
- старший майор державної безпеки (13.06.1939)
- комісар державної безпеки 3-го рангу (14.02.1943)
- генерал-лейтенант (9.07.1945)

## Нагороди
- орден Леніна (5.08.1944)
- орден Червоного Прапора (26.04.1940)
- орден Кутузова І ст. (29.07.1945)
- орден Кутузова ІІ ст. (21.04.1945)
- орден Трудового Червоного Прапора (20.09.1943)
- два ордени Червоної Зірки (18.05.1942, 3.11.1944)
- медаль «Партизанові Вітчизняної війни» І ст.
- медаль «За оборону Ленінграда»
- медаль «За перемогу над Німеччиною у Великій Вітчизняній війні 1941—1945 рр.»
- медаль «За доблесну працю у Великій Вітчизняній війні 1941—1945 рр.»
- медаль «30 років Радянській Армії та Флоту» (1948)
- Нагрудний знак «Заслужений працівник НКВС» (4.02.1942)